# Crimson (Sentenced-album)
Crimson är ett musikalbum av det finska metalbandet Sentenced, utgivet 2000.

## Låtlista
1. "Bleed in My Arms" - 5:09
2. "Home in Despair" - 3:48
3. "Fragile" - 5:55
4. "No More Beating as One" - 4:15
5. "Broken" - 4:31
6. "Killing Me Killing You" - 5:26
7. "Dead Moon Rising" - 4:55
8. "The River" - 4:49
9. "One More Day" - 5:13
10. "With Bitterness and Joy" - 4:43
11. "My Slowing Heart" - 11:06